# Судебно-медицинский эксперт
Суде́бно-медици́нский экспе́рт или судмедэксперт — врач, занимающий штатную должность в учреждениях судебно-медицинской экспертизы, прошедший обучение по специальности судебно-медицинская экспертиза и имеющий сертификат специалиста в данной области.
В тех районных центрах, где нет штатных судебно-медицинских экспертов, их функции выполняются судебно-медицинскими экспертами других районов или врачами лечебных учреждений.

## Судебно-медицинский эксперт в РФ

### Требования к специальности
В соответствии с требованием Федерального закона № 73-ФЗ от 31.05.2001 «О государственной судебно-экспертной деятельности в Российской Федерации» государственным судебным экспертом является работник, состоящий в штате государственного судебно-экспертного учреждения и замещающий должность, в служебные обязанности которого входит производство судебных экспертиз. В государственных судебно-экспертных учреждениях Минздрава России эта должность именуется — «врач — судебно-медицинский эксперт».
Как работник государственного судебно-экспертного учреждения, судебно-медицинский эксперт должен отвечать профессиональным и квалификационным требованиям, предъявляемым к судебному эксперту (ст. 13 Федерального закона № 73-ФЗ), что устанавливается в процессе его аттестации.

### Требования к образованию и обучению
Высшее образование — специалитет по одной из специальностей: «Лечебное дело», «Педиатрия», «Медицинская биохимия» и подготовка в интернатуре и (или) ординатуре по специальности «Судебно-медицинская экспертиза» или профессиональная переподготовка по специальности «Судебно-медицинская экспертиза» при наличии подготовки в интернатуре и (или) ординатуре по специальности «Акушерство и гинекология», «Детская онкология», «Детская урология-андрология», «Детская хирургия», «Колопроктология», «Нейрохирургия», «Онкология», «Оториноларингология», «Пластическая хирургия», «Патологическая анатомия», «Сердечно-сосудистая хирургия», «Торакальная хирургия», «Травматология и ортопедия», «Урология», «Хирургия», «Челюстно-лицевая хирургия».

### Особые условия допуска к работе
Сертификат специалиста или свидетельство об аккредитации специалиста по специальности «Судебно-медицинская экспертиза». Прохождение обязательных предварительных (при поступлении на работу) и периодических медицинских осмотров (обследований), а также внеочередных медицинских осмотров (обследований) в порядке, установленном законодательством Российской Федерации. Отсутствие ограничений на занятие профессиональной деятельностью, установленных законодательством Российской Федерации.